# Nekrolog April 2007
Nekrolog
◄◄
| ◄
| 2003
| 2004
| 2005
| 2006
| 2007 | 2008 | 2009 | 2010 | 2011 | ► | ►►
Januar |
Februar |
März |
April |
Mai |
Juni |
Juli |
August |
September |
Oktober |
November |
Dezember 2007
Weitere Ereignisse | Allgemeiner Nekrolog 2007
Die Beschreibung der verstorbenen Person sollte so kurz wie möglich gehalten sein und nur deren signifikante Tätigkeit(en) enthalten.
Neue Namen ggf. auch unter dem Geburts- und Sterbedatum, also etwa unter 1. Januar und im Geburts- und Sterbejahr (2024) eintragen (nur bei entsprechender großer Wichtigkeit). Für Beispiele siehe die schon vorhandenen Artikel.
Außerdem über die fünf zuletzt Verstorbenen, zu denen es einen ausreichend guten Artikel für eine Präsentation auf der Hauptseite gibt, nach der todesbedingten Überarbeitung der Artikel ggf. auch unter Wikipedia Diskussion:Hauptseite informieren und sie am besten auch in den anderen Wikipedia-Sprachversionen eintragen. Tipp: Regelmäßig bei news.google.de nach „ist tot“, „gestorben“ oder „verstorben“ suchen.
Wenn eine Person gestorben ist, gibt es viele Seiten zu dieser Person in der Wikipedia, die davon auch betroffen sind und entsprechend aktualisiert werden müssen. Beispiele: Namenübersichtsseite, Geburtsjahr, Geburtsort-Seiten und viele mehr.
Wie finde ich die betroffenen Seiten?
Im Suchfeld auf der linken Seite gibt man den Suchbegriff so ein: „Vorname Nachname“. Dann klickt man auf Volltext und alle Seiten mit entsprechendem Suchtext werden aufgerufen. Hier sieht man dann schnell, wo auch das Todesjahr Sinn macht oder sogar ein Teil des Artikels angepasst werden muss. Auch hilft das „Werkzeug“ auf der linken Seite sehr gut, um solche Seiten aufzufinden: „Links auf diese Seite“. Somit ist die Wikipedia wieder aktuell in allen Bereichen! Hinweis: bei Eintragung der Kategorie „Gestorben JAHR“ wird der Missbrauchsfilter 49 ausgelöst, was jedoch nicht schlimm ist. Siehe: Spezial:Missbrauchsfilter/49
Dies ist eine Liste von im April 2007 verstorbenen bekannten Persönlichkeiten. Die Einträge erfolgen innerhalb der einzelnen Daten alphabetisch sortiert. Tiere sind im Nekrolog für Tiere zu finden.

## April
| Tag       | Name                                   | Beruf, bekannt als                                                                                              | Alter | Beleg |
| --------- | -------------------------------------- | --- | ----- | ----- |
| 1. April  | Laurie Baker                           | britisch-indischer Architekt und Designer                                                                       | 90    |       |
| 1. April  | Danny Barcelona                        | US-amerikanischer Jazzmusiker                                                                                   | 77    |       |
| 1. April  | Generoso Camiña                        | philippinischer Ordensgeistlicher, Bischof von Digos                                                            | 75    |       |
| 1. April  | Driss Chraïbi                          | marokkanischer Autor                                                                                            | 80    |       |
| 1. April  | Mario D’Angelo                         | uruguayischer Künstler                                                                                          | 70    |       |
| 1. April  | Hans Filbinger                         | deutscher Politiker (CDU), MdL                                                                                  | 93    |       |
| 1. April  | Ilie Greavu                            | rumänischer Fußballspieler                                                                                      | 69    |       |
| 1. April  | Kurt Leick                             | deutscher Politiker (SPD), MdL                                                                                  | 65    |       |
| 1. April  | Wanda Makuch-Korulska                  | polnische Neurologin                                                                                            | 87    |       |
| 1. April  | Bob McMillen                           | US-amerikanischer Mittelstrecken- und Hindernisläufer                                                           | 79    |       |
| 1. April  | Robert Mehlhose                        | deutscher evangelischer Theologe, Leiter des EKD-Publizistikreferats                                            | 66    |       |
| 1. April  | Hannah Nydahl                          | buddhistische Lehrerin                                                                                          | 60    |       |
| 1. April  | Thomas Rogers                          | US-amerikanischer Autor und Professor an der Penn State University                                              |       |       |
| 1. April  | George Sewell                          | britischer Schauspieler                                                                                         | 82    |       |
| 1. April  | Elliott Skinner                        | US-amerikanischer Anthropologe und Botschafter                                                                  | 82    |       |
| 1. April  | Martin Vogel                           | deutscher Musikwissenschaftler                                                                                  | 84    |       |
| 2. April  | Joachim Deumling                       | deutscher SS-Obersturmbannführer und Oberregierungsrat                                                          | 97    |       |
| 2. April  | Satymkul Dschumanasarow                | kirgisischer Marathonläufer                                                                                     | 55    |       |
| 2. April  | Ernst Feick                            | deutscher Sportfunktionär; DHB-Präsident                                                                        | 95    |       |
| 2. April  | Henry Lee Giclas                       | US-amerikanischer Astronom                                                                                      | 96    |       |
| 2. April  | Walter Hendl                           | US-amerikanischer Dirigent und Komponist                                                                        | 90    |       |
| 2. April  | Sergei Iwanowitsch Koroljow            | russischer Schachspieler und Hochschullehrer                                                                    | 70    |       |
| 2. April  | Tadjou Salou                           | togoischer Fußballspieler                                                                                       | 32    |       |
| 2. April  | Francesco Saverio Toppi                | italienischer Ordensgeistlicher, Prälat der Territorialprälatur Pompei                                          | 81    |       |
| 2. April  | Livio Vacchini                         | Schweizer Architekt                                                                                             | 74    |       |
| 2. April  | Dietrich Wachsmuth                     | deutscher Klassischer Philologe                                                                                 | 82    |       |
| 2. April  | Yitzchak Zieman                        | lettischer Psychoanalytiker, Mitbegründerin der Themenzentrierten Interaktion                                   | 86    |       |
| 3. April  | Mehmet Emin Birinci                    | Prominenter Schüler von Said Nursi                                                                              | 74    |       |
| 3. April  | Paul E. Erickson                       | US-amerikanischer Bischof                                                                                       | 85    |       |
| 3. April  | Peter Jochen Kruse                     | deutscher Politiker (FDP), MdL                                                                                  | 78    |       |
| 3. April  | Robin Montgomerie-Charrington          | britischer Formel-1-Rennfahrer                                                                                  | 91    |       |
| 3. April  | Michael Joseph Murphy                  | US-amerikanischer Geistlicher, Bischof von Erie, Pennsylvania                                                   | 91    |       |
| 3. April  | Zoltán Pongrácz                        | ungarischer Komponist                                                                                           | 95    |       |
| 3. April  | Eddie Robinson                         | US-amerikanischer American-Football-Spieler und -Trainer                                                        | 88    |       |
| 3. April  | Armando Zeferino Soares                | kapverdischer Dichter                                                                                           |       |       |
| 3. April  | Burt Topper                            | US-amerikanischer Filmproduzent, Filmregisseur, Drehbuchautor und Filmschauspieler                              | 78    |       |
| 3. April  | Vittorina Vivenza                      | italienische Diskuswerferin, Weitspringerin und Sprinterin                                                      | 94    |       |
| 3. April  | Nina Wang                              | chinesische Unternehmerin                                                                                       | 69    |       |
| 3. April  | Simon Zimny                            | französischer Fußballspieler                                                                                    | 79    |       |
| 4. April  | Leopold Böhm                           | österreichischer Unternehmer                                                                                    | 85    |       |
| 4. April  | Bob Clark                              | US-amerikanischer Filmregisseur                                                                                 | 67    |       |
| 4. April  | Terry Fell                             | US-amerikanischer Country-Musiker                                                                               | 85    |       |
| 4. April  | John Flynn                             | US-amerikanischer Filmregisseur                                                                                 | 75    |       |
| 4. April  | Karl Hofstetter                        | österreichischer Politiker (ÖVP), Abgeordneter zum Nationalrat                                                  | 94    |       |
| 4. April  | James Kauluma                          | namibischer Bischof                                                                                             | 75    |       |
| 4. April  | Edward Mallory                         | US-amerikanischer Schauspieler                                                                                  | 76    |       |
| 4. April  | Rodrigo Rubio                          | spanischer Schriftsteller                                                                                       | 76    |       |
| 4. April  | Christiane Singer                      | französische Schriftstellerin                                                                                   |       |       |
| 4. April  | Karen Spärck Jones                     | britische Informatikerin                                                                                        | 71    |       |
| 4. April  | Claude Stratz                          | Schweizer Regisseur und Theaterleiter                                                                           | 60    |       |
| 4. April  | Peter Sylvester                        | deutscher Maler und Grafiker                                                                                    | 70    |       |
| 5. April  | José Antonio Gentico                   | argentinischer Geistlicher, Weihbischof in Buenos Aires                                                         | 75    |       |
| 5. April  | Luigi Grendene                         | Schweizer Werber                                                                                                | 62    |       |
| 5. April  | Maria Gripe                            | schwedische Schriftstellerin                                                                                    | 83    |       |
| 5. April  | Thomas Harvey                          | US-amerikanischer Pathologe                                                                                     | 94    |       |
| 5. April  | Lila Majumdar                          | bengalische Schriftstellerin                                                                                    | 99    |       |
| 5. April  | Werner Maser                           | deutscher Historiker                                                                                            | 84    |       |
| 5. April  | Wulf Olm                               | deutscher Fotograf                                                                                              |       |       |
| 5. April  | Friedrich Schütz                       | deutscher Historiker, Archivar                                                                                  | 70    |       |
| 5. April  | Mark St. John                          | US-amerikanischer Gitarrist                                                                                     | 51    |       |
| 5. April  | Poornachandra Tejaswi                  | indischer Schriftsteller                                                                                        | 68    |       |
| 5. April  | Nils Wiberg                            | deutscher Chemiker                                                                                              | 72    |       |
| 6. April  | Stéphane Babaca                        | irakischer Geistlicher, Erzbischof der Erzeparchie Arbil der Chaldäer im Irak                                   | 88    |       |
| 6. April  | Luigi Comencini                        | italienischer Filmregisseur                                                                                     | 90    |       |
| 6. April  | Stan Daniels                           | kanadischer Drehbuchautor                                                                                       | 72    |       |
| 6. April  | Colin Graham                           | britischer Opernregisseur und Opernintendant                                                                    | 75    |       |
| 6. April  | George Jenkins                         | US-amerikanischer Artdirector und Szenenbildner                                                                 | 98    |       |
| 6. April  | James Joseph McGuinness                | britischer Geistlicher, Bischof von Nottingham                                                                  | 81    |       |
| 6. April  | Friedrich Schauer                      | deutscher Architekt und Widerstandskämpfer                                                                      | 94    |       |
| 7. April  | Marià Gonzalvo                         | spanischer Fußballspieler                                                                                       |       |       |
| 7. April  | Johnny Hart                            | US-amerikanischer Cartoon-Zeichner                                                                              | 76    |       |
| 7. April  | Du’a Khalil Aswad                      | Kurdin, ermordet (Ehrenmord)                                                                                    |       |       |
| 7. April  | Brian Miller                           | englischer Fußballspieler                                                                                       | 70    |       |
| 7. April  | Otto Natzler                           | österreichisch-US-amerikanischer Künstler                                                                       | 99    |       |
| 7. April  | Barry Nelson                           | US-amerikanischer Schauspieler                                                                                  | 89    |       |
| 7. April  | Luis Robles Díaz                       | mexikanischer Geistlicher, Diplomat des Heiligen Stuhls und Vizepräsident der Päpstlichen Kommission für Lat... | 69    |       |
| 7. April  | Ludwig Schraut                         | deutscher Politiker                                                                                             | 77    |       |
| 7. April  | Ludwig Schwabl                         | deutscher Politiker (SPD), MdL                                                                                  | 85    |       |
| 7. April  | Josef F. Spiegel                       | deutscher Theologe, Diakon und Autor                                                                            | 79    |       |
| 8. April  | Neville Duke                           | britischer Testpilot                                                                                            | 85    |       |
| 8. April  | Rafael Estarás                         | spanischer Musiker                                                                                              | 73    |       |
| 8. April  | Konrad Kellen                          | deutsch-US-amerikanischer Politikwissenschaftler                                                                | 93    |       |
| 8. April  | Sol LeWitt                             | US-amerikanischer Künstler                                                                                      | 78    |       |
| 8. April  | Christiane Nielsen                     | deutsche Schauspielerin                                                                                         | 70    |       |
| 8. April  | Elli Pyrelli                           | deutsche Sängerin, Aktionskünstlerin und Schauspielerin                                                         | 72    |       |
| 8. April  | Jo Schulz                              | deutscher Schriftsteller, Bühnenautor und Kabarettist                                                           | 87    |       |
| 9. April  | Egon Bondy                             | tschechischer Dichter und Philosoph                                                                             | 77    |       |
| 9. April  | Robert W. Cahn                         | deutsch-britischer Metallurge                                                                                   | 83    |       |
| 9. April  | A. J. Carothers                        | US-amerikanischer Drehbuchautor                                                                                 | 75    |       |
| 9. April  | A. John Coventry                       | australischer Herpetologe                                                                                       | 70    |       |
| 9. April  | Dorrit Hoffleit                        | US-amerikanische Astronomin                                                                                     | 100   |       |
| 9. April  | Piotr Kuncewicz                        | polnischer Schriftsteller                                                                                       | 71    |       |
| 9. April  | Dumitru Pârvulescu                     | rumänischer Ringer                                                                                              | 73    |       |
| 9. April  | Wilhelm Karl Prinz von Preußen         | deutscher Herrenmeister und Protektor des Johanniterordens                                                      | 85    |       |
| 9. April  | Satprem                                | französischer Autor                                                                                             | 83    |       |
| 9. April  | Heinz-Georg Sievers                    | deutscher Arzt und Handballspieler                                                                              | 83    |       |
| 10. April | Claudia Federspiel                     | Schweizer Schauspielerin                                                                                        | 71    |       |
| 10. April | Awdy Kulyýew                           | turkmenischer Politiker                                                                                         | 70    |       |
| 10. April | Charles Leblond                        | kanadischer Mediziner                                                                                           | 97    |       |
| 10. April | Horst Leuchtmann                       | deutscher Musikwissenschaftler                                                                                  | 79    |       |
| 10. April | Ida Ørskov                             | dänische Medizinerin und Bakteriologin                                                                          | 85    |       |
| 10. April | Peter Reuschenbach                     | deutscher Politiker (SPD), MdB, Oberbürgermeister von Essen                                                     | 71    |       |
| 10. April | Talabchudscha Sattorow                 | tadschikisch-sowjetischer Komponist                                                                             | 53    |       |
| 10. April | Thomas Schröer                         | deutscher Politiker (SPD), MdB                                                                                  | 60    |       |
| 10. April | Pierre Souquès                         | französischer Politiker                                                                                         | 97    |       |
| 10. April | Dakota Staton                          | US-amerikanische Jazz-Sängerin                                                                                  | 76    |       |
| 10. April | Harry Weber                            | österreichischer Fotograf                                                                                       | 85    |       |
| 11. April | Sergio Bardotti                        | italienischer Schlagerkomponist                                                                                 | 68    |       |
| 11. April | Roscoe Lee Browne                      | US-amerikanischer Schauspieler                                                                                  | 81    |       |
| 11. April | Bernd Dorendorf                        | deutscher Fußballtorwart (DDR)                                                                                  | 53    |       |
| 11. April | Bob Dyer                               | US-amerikanischer Singer-Songwriter, Autor und Filmemacher                                                      | 67    |       |
| 11. April | Loïc Leferme                           | französischer Apnoetaucher                                                                                      | 36    |       |
| 11. April | Tamar Mcheidse                         | georgische Arachnologin                                                                                         | 91    |       |
| 11. April | James Joseph O’Brien                   | britischer Geistlicher, Weihbischof im Erzbistum Westminster in Westminster                                     | 76    |       |
| 11. April | Ronald Speirs                          | US-amerikanischer Offizier                                                                                      | 86    |       |
| 11. April | Warren Strelow                         | US-amerikanischer Eishockeytorwart und -trainer                                                                 | 73    |       |
| 11. April | Kurt Vonnegut                          | US-amerikanischer Schriftsteller                                                                                | 84    |       |
| 12. April | Richard B. Allen                       | US-amerikanischer Jazzforscher                                                                                  | 80    |       |
| 12. April | Reginald Edgar Allen                   | US-amerikanischer Gräzist und Philosophiehistoriker                                                             | 76    |       |
| 12. April | Ismaele Mario Castellano               | italienischer Ordensgeistlicher, Erzbischof des Erzbistums Siena-Colle di Val d'Elsa-Montalcino im italienis... | 93    |       |
| 12. April | Johann Hörist                          | römisch-katholischer Geistlicher, Rektor des päpstlichen Priesterkollegs Santa Maria dell'Anima                 | 45    |       |
| 12. April | James Lyons                            | US-amerikanischer Filmeditor                                                                                    | 46    |       |
| 13. April | Birthe Arnbak                          | dänische Schriftstellerin                                                                                       | 83    |       |
| 13. April | Peter Beil                             | deutscher Schlagersänger, Trompeter, Komponist und Bandleader                                                   | 69    |       |
| 13. April | Svend Cedergreen Bech                  | dänischer Historiker und Autor                                                                                  | 87    |       |
| 13. April | Robert Desbats                         | französischer Radrennfahrer                                                                                     | 85    |       |
| 13. April | Bettina Fless                          | deutsche Autorin, Dozentin, Schauspielerin und Theaterregisseurin                                               |       |       |
| 13. April | Fritz Göhler                           | deutscher Hörspielregisseur                                                                                     | 81    |       |
| 13. April | Matthias Hinze                         | deutscher Schauspieler und Synchronsprecher                                                                     | 38    |       |
| 13. April | Helmar Krupp                           | deutscher Innovationsforscher und Gründungsdirektor des Fraunhofer-Instituts für System- und Innovationsfors... | 82    |       |
| 13. April | Andrzej Kurylewicz                     | polnischer Jazzmusiker, Komponist und Bandleader                                                                | 74    |       |
| 13. April | Marion Yorck von Wartenburg            | deutsche Richterin und Widerstandskämpferin                                                                     | 102   |       |
| 14. April | Ladislav Adamec                        | tschechischer Politiker, Ministerpräsident der Tschechoslowakei (1988–1989)                                     | 80    |       |
| 14. April | Robert Nietzel Buck                    | US-amerikanischer Pilot                                                                                         | 93    |       |
| 14. April | Robert Bünsow                          | deutscher Botaniker und Pflanzenphysiologe                                                                      | 87    |       |
| 14. April | Hanna Burgwitz                         | deutsche Theater- und Filmschauspielerin und Schauspiellehrerin                                                 | 87    |       |
| 14. April | Don Ho                                 | hawaiischer Musiker                                                                                             | 76    |       |
| 14. April | Jim Jontz                              | US-amerikanischer Politiker                                                                                     | 55    |       |
| 14. April | Alexandru Karikas                      | rumänischer Fußballspieler                                                                                      | 75    |       |
| 14. April | Roland Lortz                           | deutscher Gewichtheber                                                                                          | 69    |       |
| 14. April | Agnes Primocic                         | österreichische Gewerkschafterin, KPÖ-Mitglied und Widerstandskämpferin                                         | 102   |       |
| 14. April | René Rémond                            | französischer Historiker und Politologe                                                                         | 88    |       |
| 14. April | Willy Schleunung                       | bayerischer Politiker (CSU)                                                                                     | 89    |       |
| 14. April | Kaoru Shibayama                        | japanischer Manga-Zeichner                                                                                      |       |       |
| 14. April | Dominika Spaar                         | deutsche Ordensschwester; Generaloberin der Elisabethinerinnen                                                  | 95    |       |
| 14. April | Frank Westheimer                       | US-amerikanischer Chemiker und Biochemiker                                                                      | 95    |       |
| 15. April | Alex Homberger                         | Schweizer Ruderer                                                                                               | 94    |       |
| 15. April | Emil Ludvík                            | tschechischer Jazzmusiker, Komponist und Menschenrechtler                                                       | 89    |       |
| 15. April | Wladislaw Kowalski                     | französischer Fußballspieler und -trainer                                                                       | 79    |       |
| 15. April | Maria Antonietta Macciocchi            | italienische Kommunistin, Schriftstellerin und Frauenrechtlerin                                                 | 84    |       |
| 15. April | Jaime Padrós                           | katalanischer Pianist und Komponist                                                                             | 80    |       |
| 15. April | Brant Parker                           | US-amerikanischer Comiczeichner                                                                                 | 86    |       |
| 15. April | Helmut Ridder                          | deutscher Verfassungsrechtler                                                                                   | 87    |       |
| 15. April | Paavo Tiilikainen                      | finnischer Politiker (SDP)                                                                                      | 83    |       |
| 16. April | Hans Booms                             | deutscher Archivar                                                                                              | 82    |       |
| 16. April | Gaétan Duchesne                        | kanadischer Eishockeyspieler und -trainer                                                                       | 44    |       |
| 16. April | Christof Exner                         | österreichischer Geologe                                                                                        | 92    |       |
| 16. April | Kevin Granata                          | US-amerikanischer Biomechaniker                                                                                 | 45    |       |
| 16. April | Bolesław Kolasa                        | polnischer Eishockeyspieler                                                                                     | 86    |       |
| 16. April | Otto Krammer                           | österreichischer Ministerialbeamter und Studentenhistoriker                                                     | 103   |       |
| 16. April | Doris Kreiß                            | deutsche Keramikerin                                                                                            | 61    |       |
| 16. April | Liviu Librescu                         | US-amerikanischer Luftfahrtingenieur                                                                            | 76    |       |
| 16. April | G. V. Loganathan                       | indischer Bauingenieur, Professor für Bauingenieurwesen                                                         | 50    |       |
| 16. April | Phyllis Sherwood                       | US-amerikanisches Fotomodell                                                                                    | 69    |       |
| 16. April | Sigfrid von Weiher                     | deutscher Historiker, Publizist und Dozent für Technikgeschichte, Doktor der Philosophie (Uni Freiburg) und ... | 86    |       |
| 16. April | Jack Wiebe                             | kanadischer Politiker und Landwirt, Vizegouverneur von Saskatchewan                                             | 70    |       |
| 17. April | Erica de Bary                          | deutsche Schriftstellerin                                                                                       | 100   |       |
| 17. April | Nair Bello                             | brasilianische Schauspielerin                                                                                   | 75    |       |
| 17. April | Kitty Carlisle                         | US-amerikanische Sängerin, Bühnen- und Filmschauspielerin                                                       | 96    |       |
| 17. April | Steven Derounian                       | US-amerikanischer Politiker                                                                                     | 89    |       |
| 17. April | Gil Dobrică                            | rumänischer Sänger                                                                                              | 61    |       |
| 17. April | Bruce Haslingden                       | australischer Skilangläufer                                                                                     | 84    |       |
| 17. April | Raymond Kaelbel                        | französischer Fußballspieler                                                                                    | 75    |       |
| 17. April | Rudolf Lange                           | deutscher Journalist, Theaterkritiker, Lehrer, Autor und Herausgeber                                            | 93    |       |
| 17. April | Maria Lenk                             | brasilianische Schwimmerin                                                                                      | 92    |       |
| 17. April | Julius Mende                           | österreichischer Künstler, Autor und Politiker                                                                  |       |       |
| 17. April | Jacques Natteau                        | französischer Kameramann                                                                                        | 86    |       |
| 17. April | Uwe Öchsle                             | deutscher Fußballspieler                                                                                        | 65    |       |
| 17. April | André Perey                            | Schweizer Politiker (FDP)                                                                                       | 75    |       |
| 17. April | Irène Pétry                            | belgische Politikerin und Richterin                                                                             | 84    |       |
| 17. April | Ilse Scheer                            | österreichische Schauspielerin und Regisseurin                                                                  |       |       |
| 17. April | Eckhard Sperling                       | deutscher Mediziner und Psychoanalytiker                                                                        | 82    |       |
| 18. April | Piero Biggio                           | italienischer Geistlicher, Erzbischof und Diplomat                                                              | 69    |       |
| 18. April | Ali Dinçer                             | türkischer Politiker                                                                                            |       |       |
| 18. April | Josy Gyr                               | Schweizer Politikerin (SP)                                                                                      | 57    |       |
| 18. April | Itchō Itō                              | japanischer Politiker und Bürgermeister von Nagasaki                                                            | 61    |       |
| 18. April | Andrej Kvašňák                         | slowakischer Fußballspieler                                                                                     | 70    |       |
| 18. April | Peter Müller                           | deutscher Jazzmusiker                                                                                           |       |       |
| 18. April | Herbert Sandmann                       | deutscher Fußballspieler                                                                                        | 78    |       |
| 18. April | A. Ian Scott                           | US-amerikanischer Chemiker                                                                                      | 79    |       |
| 18. April | Marie Zimmermann                       | deutsche Dramaturgin und Theaterintendantin                                                                     | 51    |       |
| 19. April | Hans Heinrich Adam                     | deutscher Kunstmaler                                                                                            | 87    |       |
| 19. April | Ken Albers                             | US-amerikanischer Sänger                                                                                        | 82    |       |
| 19. April | Anthony M. Brooks                      | britischer Agent                                                                                                | 85    |       |
| 19. April | Jean-Pierre Cassel                     | französischer Schauspieler                                                                                      | 74    |       |
| 19. April | H. Richard Crane                       | US-amerikanischer Experimentalphysiker                                                                          | 99    |       |
| 19. April | Bohdan Paczyński                       | polnischer Astronom                                                                                             | 67    |       |
| 19. April | Silvia Rannamaa                        | estnische Schriftstellerin                                                                                      | 89    |       |
| 19. April | Helen Robson Walton                    | US-amerikanische Milliardärin                                                                                   | 87    |       |
| 19. April | Laurens Straub                         | niederländischer Regisseur, Filmproduzent und Autor                                                             | 62    |       |
| 19. April | Ulrich Wagener                         | römisch-katholischer Priester, Professor                                                                        |       |       |
| 20. April | Fred Fish                              | US-amerikanischer Computerprogrammierer                                                                         | 54    |       |
| 20. April | Michael Fu Tie-shan                    | chinesischer Geistlicher, Bischof von Peking                                                                    | 75    |       |
| 20. April | Ramón Godinez Flores                   | mexikanischer Theologe und Bischof des Bistums Aguascalientes                                                   | 71    |       |
| 20. April | Andrew Hill                            | US-amerikanischer Jazz-Pianist und -komponist                                                                   | 75    |       |
| 20. April | Billy Marshall                         | nordirischer Fußballspieler                                                                                     | 70    |       |
| 20. April | Robert Rosenthal                       | US-amerikanischer Jurist und Pilot der United States Army Air Forces                                            | 89    |       |
| 20. April | Bernhard Sahler                        | deutscher römisch-katholischer Priester                                                                         | 79    |       |
| 20. April | Knut Schnurer                          | deutscher Maler                                                                                                 | 87    |       |
| 21. April | Stanisław Dragan                       | polnischer Boxer                                                                                                | 65    |       |
| 21. April | Anatoli Iwanowitsch Kalaschnikow       | sowjetischer Graphikkünstler                                                                                    | 77    |       |
| 21. April | James Hamupanda Kauluma                | Bischof von Namibia                                                                                             | 74    |       |
| 21. April | Parry O’Brien                          | US-amerikanischer Kugelstoßer und Olympiasieger                                                                 | 75    |       |
| 21. April | Jules Sbroglia                         | französischer Fußballspieler und -trainer                                                                       | 77    |       |
| 21. April | Annemarie Suckow von Heydendorff       | deutsche Bildhauerin                                                                                            | 95    |       |
| 21. April | Ilmar Talve                            | estnischer Schriftsteller, Literaturwissenschaftler und Ethnograph                                              | 88    |       |
| 21. April | Ernst M. Wallner                       | deutscher Soziologe, Pädagoge und Hochschullehrer                                                               | 95    |       |
| 22. April | Herbie Brock                           | US-amerikanischer Jazzmusiker                                                                                   | 92    |       |
| 22. April | Ugo Drago                              | italienischer Pilot im Zweiten Weltkrieg                                                                        | 92    |       |
| 22. April | Alberto Grifi                          | italienischer Experimental-Filmschaffender                                                                      | 68    |       |
| 22. April | Karl Holzamer                          | deutscher Philosoph, Pädagoge und Intendant des ZDF (1962 bis 1977)                                             | 100   |       |
| 22. April | Edward Kofler                          | polnisch-schweizerischer Mathematiker                                                                           | 95    |       |
| 22. April | Erich Lifka                            | österreichischer Schriftsteller                                                                                 | 83    |       |
| 22. April | Lobby Loyde                            | australischer Rockmusikgitarrist                                                                                | 65    |       |
| 22. April | Juanita Millender-McDonald             | US-amerikanische Politikerin                                                                                    | 68    |       |
| 22. April | Anne Pitoniak                          | US-amerikanische Schauspielerin                                                                                 | 85    |       |
| 22. April | Hans Riedl                             | österreichischer Militär, Generalleutnant des Österreichischen Bundesheeres                                     | 88    |       |
| 22. April | William Lucas Root                     | US-amerikanischer Mathematiker                                                                                  | 87    |       |
| 22. April | Hans Wiesenmayer                       | rumänischer Leichtathlet und Mediziner                                                                          | 82    |       |
| 23. April | Hartmut Eichler                        | deutscher Sänger                                                                                                | 70    |       |
| 23. April | Paul Erdman                            | US-amerikanischer Autor von Finanzthrillern                                                                     | 74    |       |
| 23. April | David Halberstam                       | US-amerikanischer Journalist und Schriftsteller                                                                 | 73    |       |
| 23. April | Boris Nikolajewitsch Jelzin            | russischer Politiker, Staatspräsident                                                                           | 76    |       |
| 23. April | Richard Mahkorn                        | deutscher Journalist und Medienberater                                                                          | 63    |       |
| 23. April | Zuhair Maschariqa                      | syrischer Politiker                                                                                             | 68    |       |
| 23. April | Jürg Niehans                           | Schweizer Nationalökonom                                                                                        | 87    |       |
| 23. April | Peter Schlechtriem                     | deutscher Rechtswissenschaftler                                                                                 | 74    |       |
| 24. April | Arno Borst                             | deutscher Historiker                                                                                            | 81    |       |
| 24. April | Alastair Gordon                        | australischer Sprinter                                                                                          | 78    |       |
| 24. April | Roy Jenson                             | US-amerikanischer Schauspieler                                                                                  | 80    |       |
| 24. April | Arno Köhler                            | Oberpostrat (Deutsche Bundespost); Träger des Bundesverdienstkreuzes am Bande                                   | 81    |       |
| 24. April | Wolfgang Kubach                        | deutscher Bildhauer                                                                                             | 71    |       |
| 24. April | József Madaras                         | ungarischer Schauspieler                                                                                        | 69    |       |
| 24. April | Hans Tauber                            | deutscher Politiker (CSU), MdL                                                                                  | 86    |       |
| 25. April | Alan Ball                              | englischer Fußballspieler und Trainer                                                                           | 61    |       |
| 25. April | Barbara Blida                          | polnische Politikerin                                                                                           | 57    |       |
| 25. April | Gaétan D’Amours                        | kanadischer Bodybuilder                                                                                         |       |       |
| 25. April | Razeq Fani                             | afghanischer Dichter und Schriftsteller aus dem Volk der Tadschiken                                             |       |       |
| 25. April | Michèle Kiesewetter                    | deutsche Polizeimeisterin und Opfer neonazistischer Gewalt                                                      | 22    |       |
| 25. April | Bobby Pickett                          | US-amerikanischer Sänger und Schauspieler                                                                       | 69    |       |
| 25. April | José Watanabe                          | peruanischer Lyriker und Drehbuchautor                                                                          |       |       |
| 25. April | Edgar Wisniewski                       | deutscher Architekt                                                                                             | 76    |       |
| 26. April | Walter L. Bühl                         | deutscher Soziologe                                                                                             | 73    |       |
| 26. April | Florea Dumitrache                      | rumänischer Fußballspieler                                                                                      | 58    |       |
| 26. April | Friedrich Fuchs                        | österreichischer Politiker (ÖVP)                                                                                | 81    |       |
| 26. April | Wolfgang Gewalt                        | deutscher Zoologe, Autor und Zoodirektor                                                                        | 78    |       |
| 26. April | Raymond Guégan                         | französischer Radrennfahrer                                                                                     | 85    |       |
| 26. April | Frank Jürgen Krüger                    | deutscher Rockmusiker                                                                                           | 58    |       |
| 26. April | Henry LeTang                           | US-amerikanischer Tänzer und Choreograf                                                                         | 91    |       |
| 26. April | Mariusz Sabiniewicz                    | polnischer Schauspieler                                                                                         | 44    |       |
| 26. April | Daniel Sander                          | französischer Choreograf, Balletttänzer, Schauspieler und Sänger                                                |       |       |
| 26. April | Albert Schnez                          | deutscher Soldat, Inspekteur des Heeres der Bundeswehr                                                          | 95    |       |
| 26. April | Shin Hyeon-hwak                        | südkoreanischer Politiker, Premierminister und Manager bei Samsung                                              | 86    |       |
| 26. April | Elisabeth Stoeber                      | deutsche Ärztin                                                                                                 | 97    |       |
| 26. April | Jack Valenti                           | US-amerikanischer Manager in der Filmwirtschaft                                                                 | 85    |       |
| 27. April | Svatopluk Beneš                        | tschechischer Filmschauspieler                                                                                  | 89    |       |
| 27. April | José Aníbal Casasola Sosa              | guatemaltekischer Geistlicher, Bischof von Zacapa y Santo Cristo de Esquipulas                                  | 57    |       |
| 27. April | Karel Dillen                           | belgischer Politiker, MdEP und flämischer Nationalist                                                           | 81    |       |
| 27. April | Al Hunter Ashton                       | britischer Schauspieler und Drehbuchautor                                                                       | 49    |       |
| 27. April | Kirill Jurjewitsch Lawrow              | russischer Theater- und Filmschauspieler                                                                        | 81    |       |
| 27. April | Jean Morlet                            | französischer Geophysiker                                                                                       | 76    |       |
| 27. April | Mstislaw Leopoldowitsch Rostropowitsch | russischer Cellist und Dirigent                                                                                 | 80    |       |
| 27. April | Walter Joseph Schoenherr               | US-amerikanischer Geistlicher, Weihbischof im Erzbistum Detroit                                                 | 87    |       |
| 27. April | Johannes Schönherr                     | erzgebirgisches Original                                                                                        | 85    |       |
| 27. April | Günter Thorhauer                       | deutscher Fußballspieler                                                                                        | 75    |       |
| 27. April | Ladislav Zgusta                        | tschechisch-amerikanischer Sprachwissenschaftler und Lexikograf                                                 | 83    |       |
| 28. April | Bashir Baghlani                        | afghanischer General und Politiker                                                                              |       |       |
| 28. April | Belinda Bidwell                        | gambische Politikerin                                                                                           | 71    |       |
| 28. April | Luigi Filippo D’Amico                  | italienischer Drehbuchautor und Filmregisseur                                                                   | 82    |       |
| 28. April | Horst Dohlus                           | deutscher Politiker (SED), MdV                                                                                  | 81    |       |
| 28. April | Irmgard Ehle                           | deutsche Badmintonspielerin                                                                                     | 84    |       |
| 28. April | Dabbs Greer                            | US-amerikanischer Schauspieler                                                                                  | 90    |       |
| 28. April | Lothar Jene                            | deutscher Jurist und Journalist                                                                                 |       |       |
| 28. April | Bonifaz Madersbacher                   | österreichischer Geistlicher, Missionsbischof                                                                   | 88    |       |
| 28. April | Laine Mets                             | estnischer Pianist und Musikpädagoge                                                                            | 85    |       |
| 28. April | David Turnbull                         | US-amerikanischer Physiker und Materialwissenschaftler, Träger des Japan-Preis                                  | 92    |       |
| 28. April | Debora Vaarandi                        | estnische Lyrikerin                                                                                             | 90    |       |
| 28. April | Carl Friedrich von Weizsäcker          | deutscher Physiker und Philosoph                                                                                | 94    |       |
| 28. April | Walter Zürcher                         | Schweizer Esoteriker                                                                                            | 72    |       |
| 29. April | Alex Brown                             | US-amerikanischer Musiker (The Persuaders)                                                                      | 56    |       |
| 29. April | Gasbardin                              | deutscher Hypnotiseur                                                                                           | 48    |       |
| 29. April | Josh Hancock                           | US-amerikanischer Baseballspieler                                                                               | 29    |       |
| 29. April | Brigitte Krause                        | deutsche Schauspielerin                                                                                         | 78    |       |
| 29. April | Kazimierz Majdański                    | polnischer Geistlicher, römisch-katholischer Theologe und Erzbischof                                            | 91    |       |
| 29. April | Dick Motz                              | neuseeländischer Cricketspieler                                                                                 | 67    |       |
| 29. April | Joseph Nérette                         | kommissarischer Präsident von Haiti                                                                             | 83    |       |
| 29. April | Arve Opsahl                            | norwegischer Film- und Theaterschauspieler                                                                      | 85    |       |
| 29. April | Ivica Račan                            | kroatischer Politiker                                                                                           | 63    |       |
| 30. April | Adu Ababio II.                         | ghanaischer Ankobeahene von Amanokrom                                                                           | 75    |       |
| 30. April | Erhard Fietz                           | deutscher Lehrer, Musiker, Komponist und Sammler vogtländischer Melodien                                        | 72    |       |
| 30. April | Erich Hahn                             | deutscher Fußballspieler                                                                                        | 69    |       |
| 30. April | Grégory Lemarchal                      | französischer Popsänger                                                                                         | 23    |       |
| 30. April | Curt Linda                             | deutscher Animationsfilmer und Filmproduzent                                                                    | 88    |       |
| 30. April | Kevin Danyelle Mitchell                | US-amerikanischer Footballspieler                                                                               | 36    |       |
| 30. April | Clemens Ostermann                      | deutscher Synchronsprecher und Musiker                                                                          | 22    |       |
| 30. April | Tom Poston                             | US-amerikanischer Schauspieler                                                                                  | 85    |       |
| 30. April | Nikolaus Schad                         | deutscher Mediziner                                                                                             | 82    |       |
| 30. April | Gordon Scott                           | US-amerikanischer Schauspieler                                                                                  | 79    |       |
| 30. April | Olga Petrowna Tajoschnaja              | sowjetisch-russische Bildhauerin                                                                                | 95    |       |
| 30. April | Zola Taylor                            | US-amerikanische Sängerin                                                                                       | 69    |       |
| 30. April | André Valardy                          | belgischer Komiker, Filmschauspieler und Filmregisseur                                                          | 68    |       |